# Радіозонд

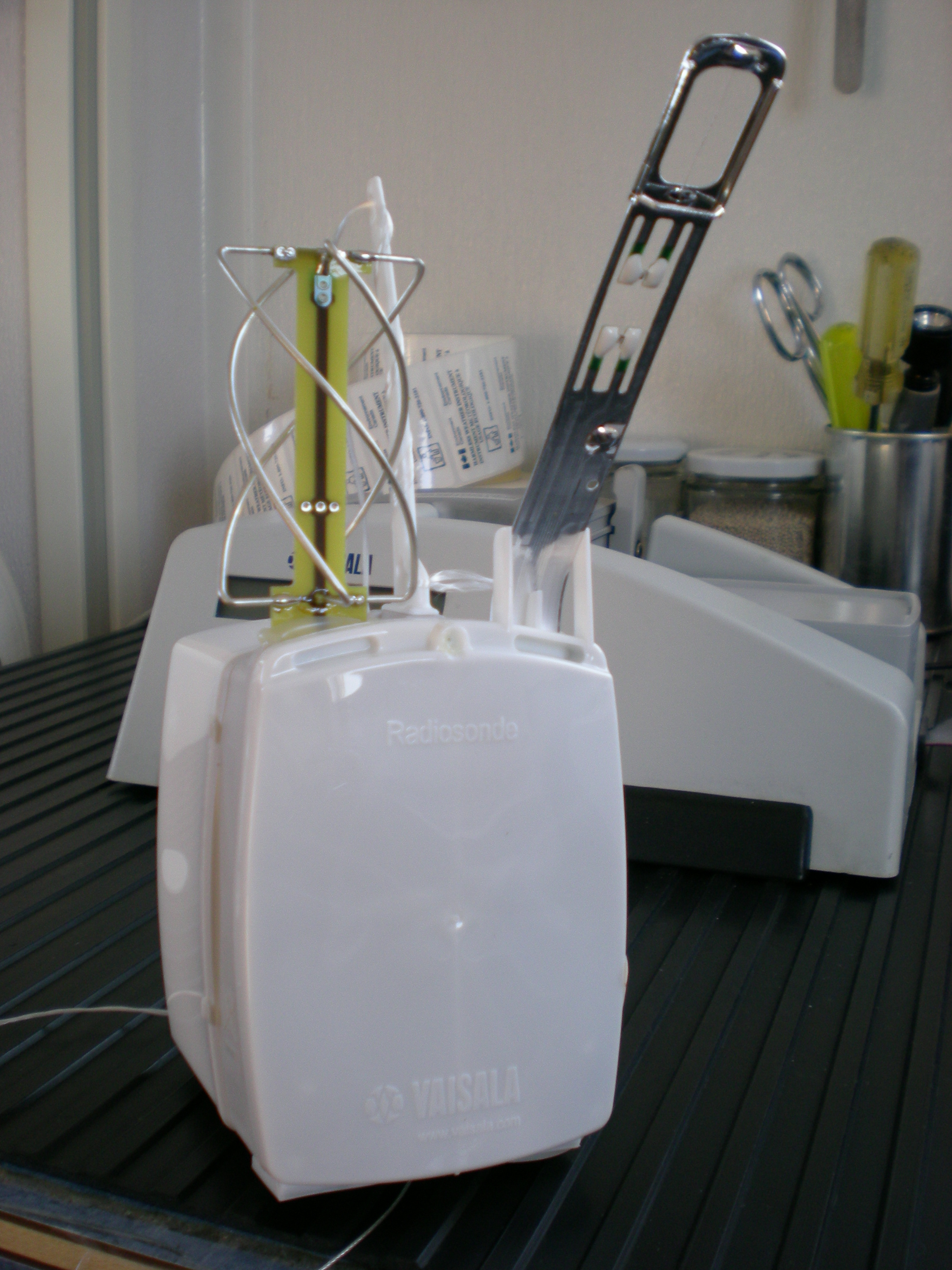
Радіозонд, розміром приблизно 220 × 80 × 75 мм (8,7 × 3,1 × 3 дюйма)

Радіозонд — пристрій для вимірювання різних параметрів атмосфери і передачі їх на фіксовані приймачі. Радіозонди можуть працювати на виділених радіочастотах 403 МГц або 1680 МГц; обидва типи передавачів можуть при необхідності підлаштовувати частоту в невеликих межах близько вказаного значення.
Радіозонд винайдений французьким ученим Робертом Бюро.

## Вимірювані величини
Сучасні радіозонди вимірюють (або розраховують) наступні величини:
- Тиск
- Висоту
- Географічне положення (широта/довгота)
- Температура
- Відносну вологість
- Характеристики вітру (швидкість  і напрям вітру)
- Інтенсивність космічних променів на великій висоті
- Концентрацію озону (озонозонди)[1].

## Історія
У 1924 році полковник Вільям Блер із Корпусу зв'язку США провів перші примітивні експерименти з вимірюванням погоди з повітряної кулі, використовуючи температурну залежність радіосхем. Перший справжній радіозонд, який надсилав точну закодовану телеметрію від датчиків погоди, був винайдений у Франції Робертом Бюро. Він придумав назву «радіозонд» та здійснив політ першого приладу 7 січня 1929 року.
У СРСР перший радіозонд запустив 30 січня 1930 року Павло Молчанов. Конструкція радіопередавача для зонда, розроблена в 1928 р. у Ленінградському електротехнічному інституті (ЛЕТІ) завідувачем першої в Росії кафедри радіотехніки професором Гнатом Фрейманом за пропозицією Павла Молчанова, стала популярною через свою простоту й тому, що показання датчиків передавалися особливими для кожного датчика послідовностями точок, а сигнали на землі приймалися на короткохвильовий приймач.
Модернізувавши зонд Молчанова, Сергій Вєрнов використав радіозонди для вимірювання показів космічних променів на великій висоті. 1 квітня 1935 року він провів вимірювання на висоті до 13,6 км (8,5 милі) за допомогою пари лічильників Гейгера. Метод став проривом у своїй області[джерело?].
У 1985 році в рамках програми Радянського Союзу «Вега» на АМС «Вега-1» і «Вега-2» було запущено два аеростатних радіозонда, які опустилися в атмосферу Венери. Зонди діяли протягом двох днів й передали унікальну інформацію про атмосферу планети.

## Використання
Гумові або латексні аеростати, наповнені гелієм або воднем, піднімаються вгору в атмосферу. Максимальна висота, на яку куля піднімається, визначається його діаметром і товщиною оболонки. Маса оболонки повітряної кулі може коливатися від 100 гр до 3 кг (від 3,5 до 110 унцій). По мірі збільшення висоти тиск зменшується, в результаті чого куля розширюється. Зрештою, куля буде розширюватися до тих пір, поки не розірветься його оболонка. 800-грамова куля лопне на висоті близько 21 км.
Сучасні радіозонди відсилають дані по радіо на комп'ютер, який зберігає всю інформацію в режимі реального часу. Перші радіозонди спостерігалися з землі теодолітом і давали тільки оцінку характеристик вітру за їх позиції. Винайдені пізніше радіотеодоліти дозволяли не тільки відстежувати радіозонди поза прямої видимості, але і отримувати з них інформацію. З появою радіолокаційних пристроїв з'явилася можливість визначати положення зонда за допомогою радара. Сучасні радіозонди можуть використовувати різні механізми для визначення швидкості і напрямку вітру, наприклад, системи позиціонування (ГЛОНАСС, GPS і ін). Радіозонди, як правило, важать 250 р. Слід також відзначити, що звичайний радіозонд втрачається в атмосфері і не відновлюється.
Іноді радіозонди скидають з літака. Вони найчастіше використовуються в спеціальних науково-дослідних проектах, наприклад, при вивченні шторму.
У 2011 році Всесвітня метеорологічна організація визнала радіозонд виробництва фінської компанії Вайсала найкращим у світі.